# Линия (тип улицы)
Линия — один из типов улиц.
Улицы-линии существуют в городах России (Санкт-Петербург, Новосибирск, Брянск, Владимир, Кольчугино,  Грозный, Златоуст, Нальчик, Краснодар, Ростов-на-Дону, Таганрог, Рязань, Омск, Маркс и Саратов), Латвии (Рига и Даугавпилс), Финляндии (Хельсинки), Беларуси (Новополоцк, Минск, причём в Минске в прошлом линии были в двух различных частях города), Казахстана (Алматы, Семипалатинск), Украины (Луганск, Киев, Макеевка). Ранее линии существовали в Барнауле, Петрозаводске и Донецке.

## Названия и нумерация линий
Линии могут быть пронумерованы (например, Первая линия, Вторая линия и так далее), могут получить название благодаря своему географическому расположению, по находящимся (или когда-то находившимся) на них зданиям, близлежащим достопримечательностям и так далее (например, Косая линия, Кадетская линия, Кожевенная линия). В Барнауле тоже есть линии расположения земельных участков под строительство, или уже застроенных жилых кварталов.

## Улицы-линии в Петербурге
В Санкт-Петербурге основное количество линий находится на Васильевском острове, планировка которого относится к XVIII веку.
Встречается название "линии" и на карте исторического района Коломяги, вошедшего в состав Приморского района города.

### Линии Васильевского острова
В Санкт-Петербурге на Васильевском острове основу улично-дорожной сети составляют три широтных проспекта (Большой, Средний и Малый) и идущие им перпендикулярно улицы, большинство из которых называются линиями.

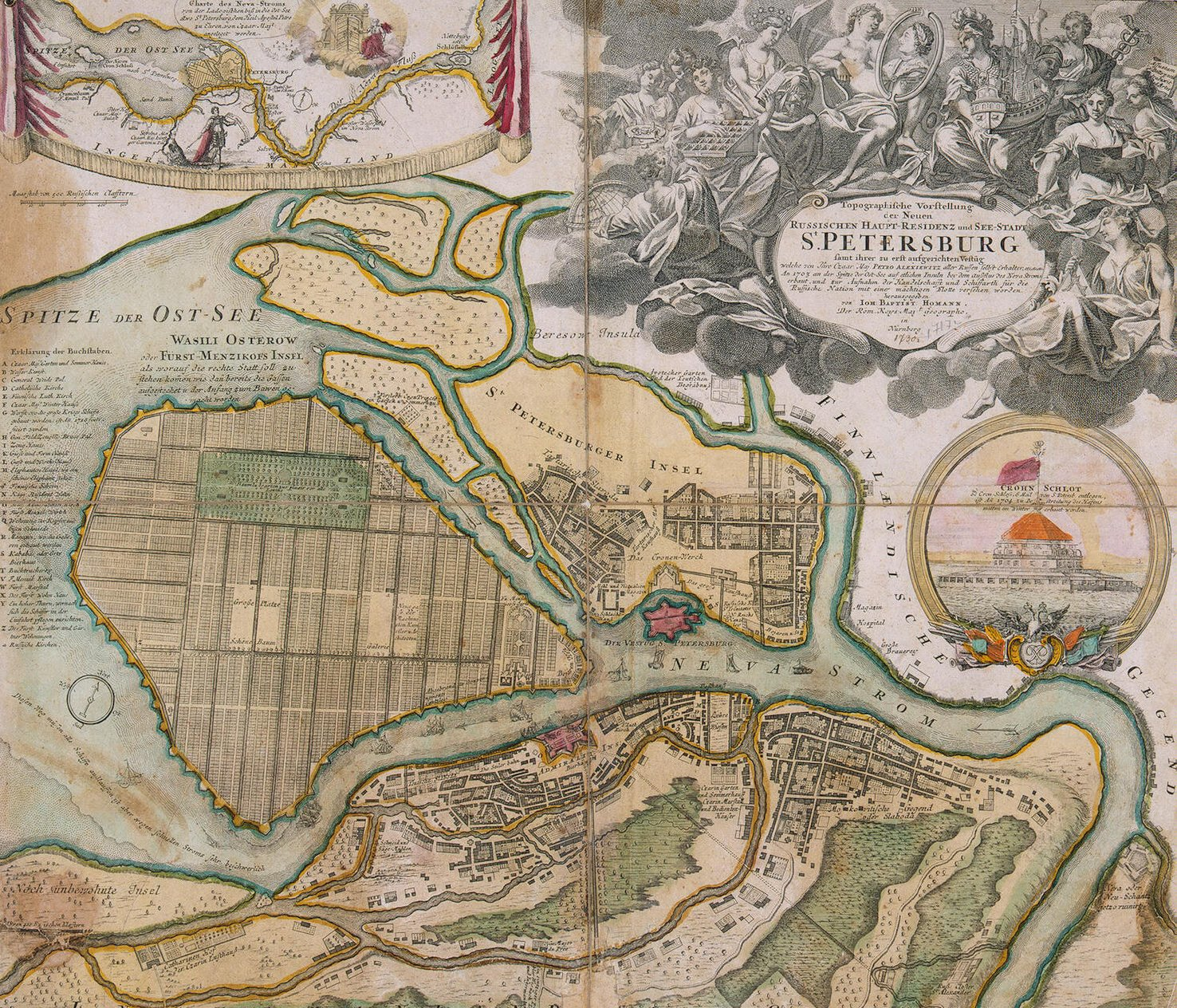
Карта Санкт-Петербурга 1720 г. Слева Васильевский остров

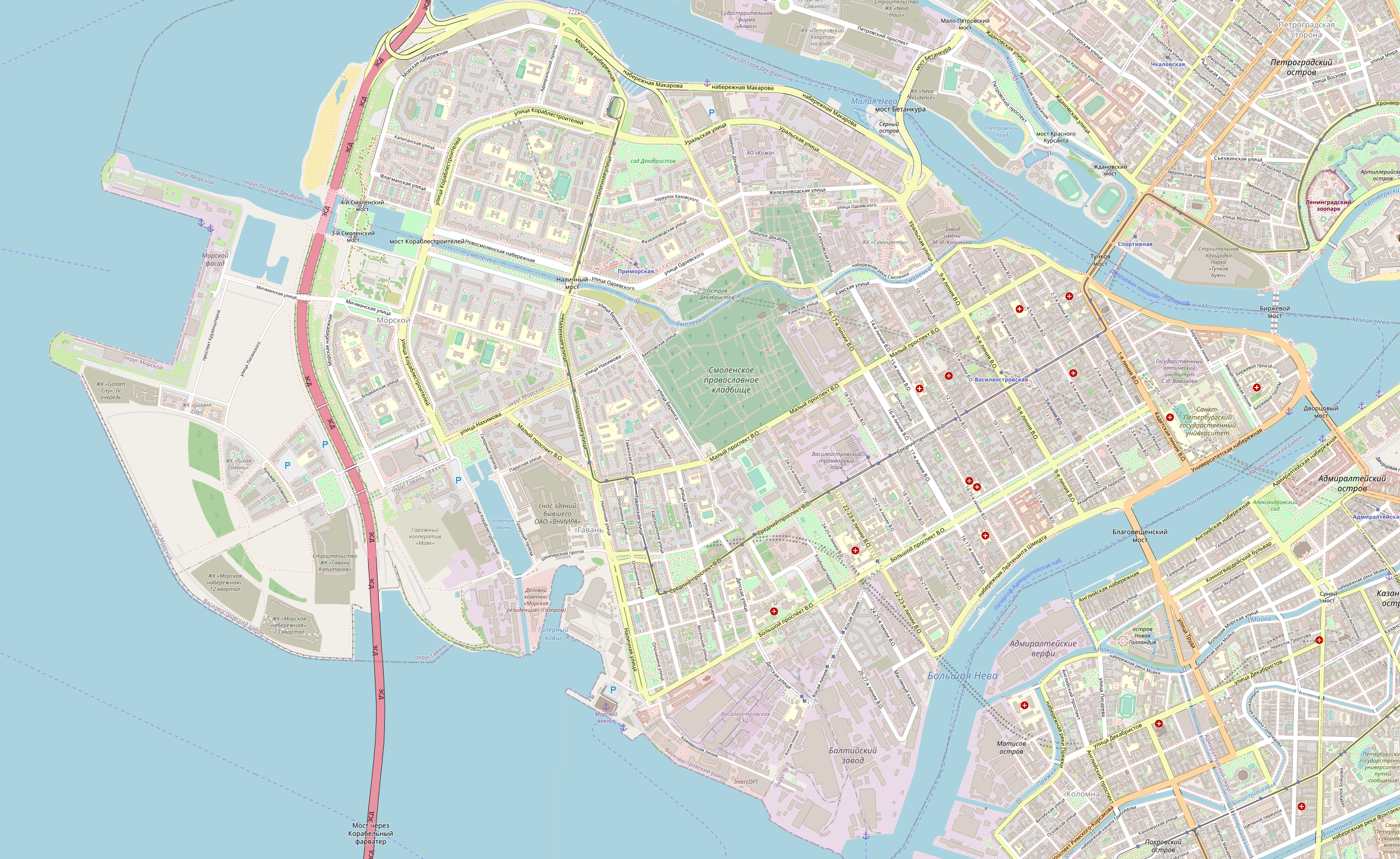

Пётр Первый задумывал проложить по их трассам каналы по образцу Амстердама и Венеции, и каждая сторона каждого канала — его набережная — получила отдельное наименование, а точнее, в большинстве случаев, порядковый номер (1-я линия, 2-я линия Васильевского острова и так далее по 29-ю), но есть и линии со словесными, а не числовыми обозначениями.

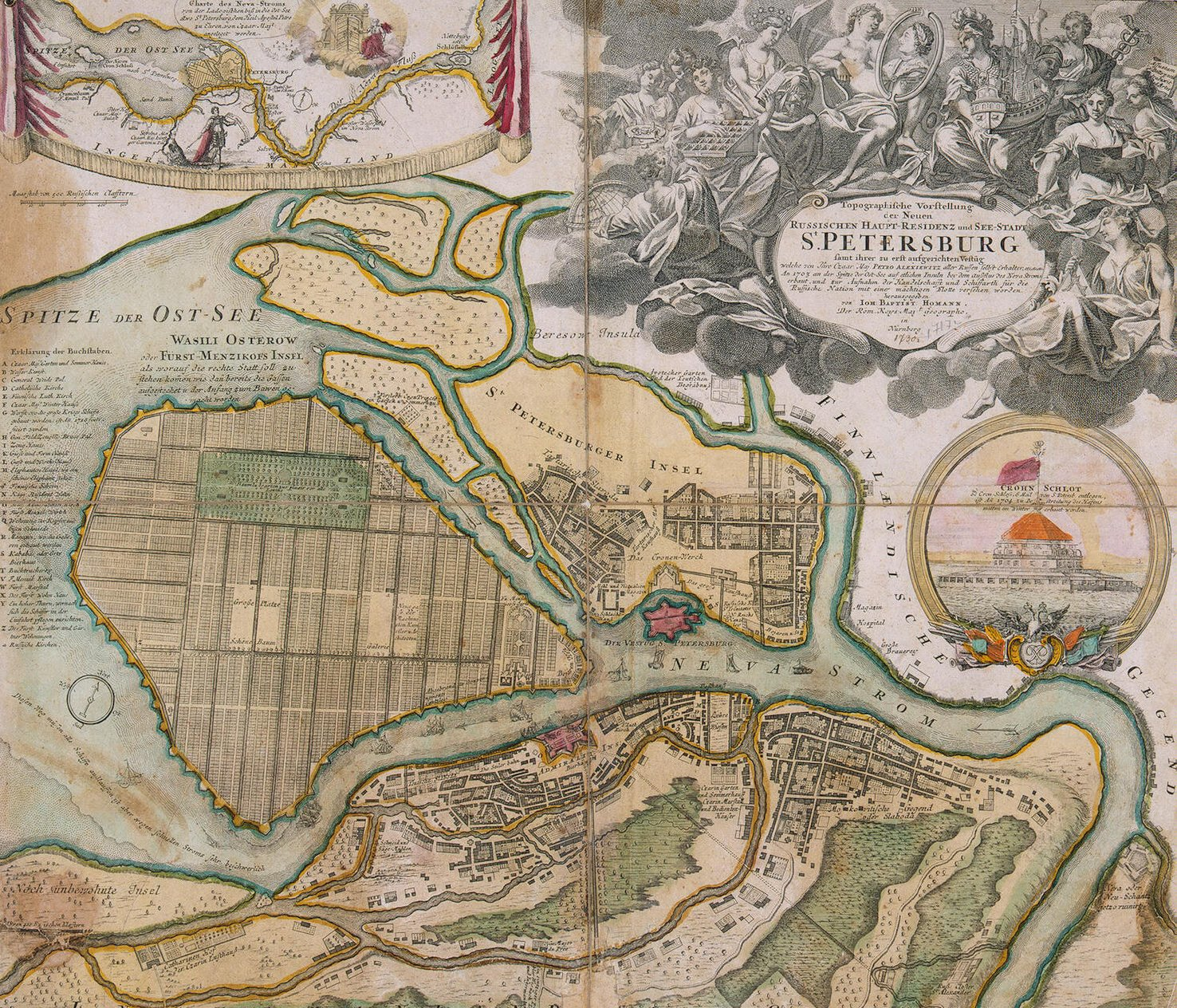
Карта Санкт-Петербурга 1720 г.

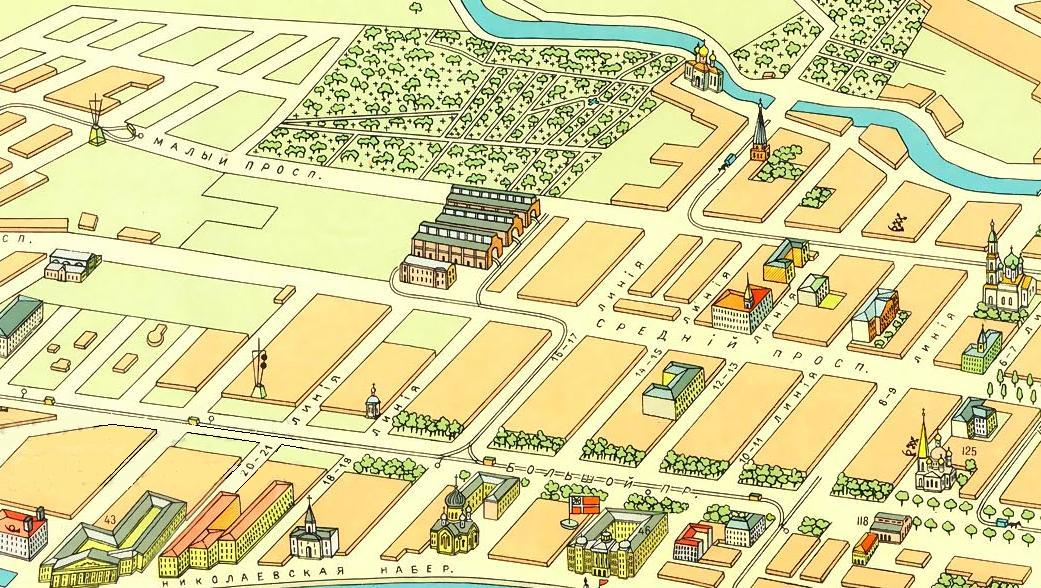

Существует 29 нумерованных линий как сторон улиц, а поскольку у каждой улицы две стороны, то в эту систему входит и ещё одна линия, но не с числовым, а со словесным названием — Кадетская. При этом противоположные стороны проезжей части одной улицы в большинстве случаев обозначаются как разные линии.
Однако этот проект не был полностью реализован, и начавшееся рытьё каналов было остановлено, поскольку при наводнениях, ежегодно происходящих в Петербурге, Нева затопляла бы весь Васильевский остров. Тем не менее стороны проезжих частей, возникших на месте планируемых каналов, сохранили разные наименования.
Система улиц с номерами линий такова: стороны первой, самой восточной из таких улиц называются 1-я и Кадетская линии, второй улицы — 2—3-я линии, затем идут 4—5-я линии и так далее по 28—29-ю линии.
Кроме этих улиц линиями на Васильевском острове называется несколько проездов, имеющих словесные названия, общие для обеих сторон магистрали, как и большинство улиц в разных районах, городах и странах. Так, к востоку от Кадетской линии идут параллельно ей Биржевая и Менделеевская линии, а на западе острова проходят Кожевенная линия (примерно по меридиану) и Косая линия (названа так и из-за ее прокладки по диагонали к прямоугольной сети проспектов и улиц).

### Коломяги
На карте Коломяг можно найти название улицы 3-я линия 2-й половины.   В Коломягах принято разделение одноимённых улиц на «1-ю» и «2-ю» или же с уточнением «1-й половины» и «2-й половины». Это свидетельство наследственного раздела бывшей деревни в 1823 году, когда граница прошла по Безымянному ручью. Обе 3-и линии сохранили своё прежнее название; 1-е линии Коломяг 1-й и 2-й половины стали 1-й и 2-й Никитинскими, а 2-е — Алексеевскими улицами; обе 3-и линии проходят параллельно им.

## Линии в Алма-Ате
В 30-е годы XX века в новом районе застройки Алма-Аты были размечены улицы, получившие название линий — от 1-й до 18-й, впоследствии, в годы войны, до 22-й. Это связано с мотивами шефства Ленинграда над Казахстаном. В последующее время только 5 линий сохранили свое название, другие стали главными дорогами города.

## Минск
В пятидесятые годы XX столетия в Минске существовали 1-я Шестая линия (которую в обиходе называли просто Шестой) и 2-я Шестая линия. Впоследствии 1-й улице присвоили имя М. В. Дорошевича, а 2-я сохранила своё название.

## Линии в Саратове
В Саратове линии используются в топонимике посёлков:
- Октябрьский[2]
- Первомайский[3]
- Пугачёвский[4]
- Юриш[5].